# Két szép rózsafa nőtt
A Két szép rózsafa nőtt egy 17. századi magyar tánc (gavotte). A soproni kéziratos Stark-féle virginálkönyvben fennmaradt négy magyar dallam egyike.
A virginál a mai zongora őse. Jacob Starck 12 éves fiát kezdte virginálra taníttatni 1689-ben. A kottáskönyvet tanára, Johann Wohlmuth készítette ugyanebben az évben. 56 darabot tartalmaz, köztük négy Ungarischer Tanzot (3., 4., 29. és 33. E szócikk a harmadikról szól.).
A soproni Várostorony a 2005-ös felújítás óta játssza a táncdalt egy másik, ugyancsak a Stark-féle virginálkönyvből származó ária mellett.
Feldolgozások:
| Szerző        | Mire                            | Mű                                  | Előadás |
| ------------- | ------------------------------- | ----------------------------------- | ------- |
| Benkő Dániel  | ének, gitár                     | Az erdélyi fejedelem magyar tánca   |         |
| Farkas Ferenc | zongora                         | Régi magyar táncok V. darab (Ugrós) | [ 3 ]   |
| Farkas Ferenc | hegedű vagy gordonka és zongora | Régi magyar táncok V. darab (Ugrós) |         |
| Farkas Ferenc | hárfa                           | Régi magyar táncok V. darab (Ugrós) |         |
| Farkas Ferenc | fuvola és zongora               | Régi magyar táncok V. darab (Ugrós) |         |
| Farkas Ferenc | négy klarinét                   | Régi magyar táncok V. darab (Ugrós) |         |
| Farkas Ferenc | fúvósötös                       | Régi magyar táncok V. darab (Ugrós) |         |
| Farkas Ferenc | rézfúvósötös                    | Régi magyar táncok V. darab (Ugrós) | [ 4 ]   |
| Farkas Ferenc | vonószenekar és fuvola          | Régi magyar táncok V. darab (Ugrós) |         |
| Farkas Ferenc | vonószenekar és oboa            | Régi magyar táncok V. darab (Ugrós) |         |

## Kotta és dallam
Két szép rózsafa nőtt Jóska háza előtt.

Egyik rózsán arany a virág,

másik rózsán ezüstös az ág,

melyikért mégy a táncba?